# Ramaria cladoniae
Ramaria cladoniae är en svampart som först beskrevs av Károly Kalchbrenner, och fick sitt nu gällande namn av D.A. Reid 1974. Ramaria cladoniae ingår i släktet Ramaria och familjen Gomphaceae.   Inga underarter finns listade i Catalogue of Life.